# The Angry Mob
The Angry Mob è un singolo del gruppo musicale britannico Kaiser Chiefs, il terzo estratto dal loro secondo album in studio Yours Truly, Angry Mob, pubblicato il 20 agosto 2007.

## Tracce
CD
1. The Angry Mob – 4:46
2. Telling Me to Go – 3:08

Vinile 7"
1. The Angry Mob – 4:46

Vinile 7" (edizione speciale)
Lato A
1. The Angry Mob – 4:46

Lato B
1. The Angry Mob (The Paul Emanuel "Off The Streets" Remix) – 3:53

## Classifiche
| Classifica (2007) | Posizione massima |
| ----------------- | ----------------- |
| Regno Unito       | 22                |